# Литаврин, Сергей Гаврилович
Серге́й Гаври́лович Лита́врин (14 декабря 1921, Двуречки, Тамбовская губерния — 1957, Липецк) — лётчик-ас, участник обороны Ленинграда, Герой Советского Союза, полковник.

## Биография
Родился в селе Двуречки (ныне — в Грязинском районе, Липецкая область) в семье крестьянина. В 1928 году, после того как отец стал работать на липецких железных рудниках, семья переехала в Липецк. Литаврин окончил восемь классов средней школы № 5 и в 1939 году поступил в Воронежский радиотехникум. Однако почти сразу возвратился в Липецк и стал учиться в аэроклубе.
В том же 1939 году был зачислен курсантом Борисоглебской военной авиационной школы пилотов. По окончании её в 1940 году служил командиром авиазвена в Пскове.
С первых дней Великой Отечественной войны он участвовал в боях на Ленинградском фронте.
За время войны Литаврин совершил 462 боевых вылета. В 90 воздушных боях лично сбил 18 самолётов.
Указом Президиума Верховного Совета СССР «О присвоении звания Героя Советского Союза начальствующему составу Военно-Воздушных сил Красной Армии» от 28 января 1942 года за «образцовое выполнение боевых заданий командования на фронте борьбы с немецкими захватчиками и проявленными при этом отвагу и геройство» удостоен звания Героя Советского Союза с вручением ордена Ленина и медали «Золотая Звезда».
После войны продолжал служить в ВВС. В 1952 году окончил Военно-воздушную академию.
3 февраля 1957 года полковник Литаврин погиб в авиакатастрофе. Похоронен 7 февраля в Липецке на Преображенском кладбище.

## Награды
- Герой Советского Союза — Медаль «Золотая Звезда».
- Орден Ленина (дважды).
- Орден Красного Знамени (дважды).
- Орден Александра Невского.
- Орден Красной Звезды.
- Медали.

## Память
Имя Литаврина носят:
- улица и переулок в Липецке, на доме 6А по улице Сергея Литаврина установлен мемориальный барельеф;
- улица и музей в селе Двуречки;
- Липецкая средняя школа № 5, где учился С. Г. Литаврин.